# پوشکینسکویه (باشقیرستان)
پوشکینسکویه (انگلیسی: Pushkinskoye, Republic of Bashkortostan) یک شهرک در شهرستان ایگلینسکی استان باشقیرستان کشور روسیه است.